# ¡Viva lo imposible!
¡Viva lo imposible! és una pel·lícula de comèdia espanyola del 1958 dirigida per Rafael Gil Álvarez amb un guió basat en l'obra de teatre ¡Viva lo imposible! o el contable de estrellas de Miguel Mihura. Va formar part de la selecció oficial i candidata a l'Os d'Or al 8è Festival Internacional de Cinema de Berlín.

## Sinopsi
Cansat de passar privacions amb el seu sou modest de funcionari i de dur una vida gris i monòtona, don Sabino López ven les seves escasses pertinences i convenç als seus fills perquè l'acompanyin en l'aventura de conèixer altres ciutats, altre gent i una altra manera de viure. L'atzar els conduirà fins a un circ ambulant, al que acabaran unint-se. Don Sabino hi tindrà l'oportunitat de realitzar un dels seus més somnis més íntims, però els seus fills Palmira i Eusebio es cansen d'anar i venir constantment sense llar ni salari fix.

## Repartiment
- Paquita Rico	... Palmira López
- Manolo Morán	... Don Sabino López
- Miguel Gila	... Adriani
- Julio Núñez	... Eusebio López
- Julia Caba Alba...	Rosa
- José Marco Davó	...	Don Emilio
- Fernando Sancho	...	John
- Raúl Cancio	...	Saturnino
- Vicky Lagos...	Margot
- Yelena Samarina... Eloísa

## Premis
Manolo Morán va guanyar el premi al millor actor als Premis del Sindicat Nacional de l'Espectacle de 1958.